# Terraform (software)
Terraform es un software de infraestructura como código (infrastructure as code) desarrollado por HashiCorp. Permite a los usuarios definir y configurar la infraestructura de un centro de datos en un lenguaje de alto nivel, generando un plan de ejecución para desplegar la infraestructura en OpenStack, por ejemplo, u otros proveedores de servicio tales como AWS, IBM Cloud (antiguamente Bluemix), Google Cloud Platform, Linode, Microsoft Azure, Oracle Cloud Infrastructure o VMware vSphere. La infraestructura se define utilizando la sintaxis de configuración de HashiCorp denominada HashiCorp Configuration Language (HCL) o, en su defecto, el formato JSON.
HashiCorp también mantiene el repositorio de configuraciones Terraform Module Registry, lanzado en 2017 durante la conferencia HashiConf.

## Cambio de licencia
Terraform era anteriormente de código abierto, disponible bajo la versión 2.0 de la Licencia Pública de Mozilla (MPL, sigla en inglés). HashiCorp, el 10 de agosto de 2023, adoptó la licencia Business Source v1.1 para muchos de sus productos, incluido Terraform. La licencia Business Source, a diferencia de la MPL, no es de código abierto sino «de código disponible». Ante lo acontecido, un grupo de usuarios publicó el Manifiesto de OpenTF el 15 de agosto de 2023, en el que se solicitaba a HashiCorp seguir publicando Terraform en virtud de una licencia de código abierto. Posteriormente, el 25 de agosto, el grupo anunció que, dada la falta de respuesta favorable por parte de HashiCorp, se bifurcaría Terraform como OpenTofu, basándose en la última versión del código liberada vía la MPL (v1.5.5) y se trabajaría para que el proyecto lo albergase la Linux Foundation.